# Station Snekkersten
Station Snekkersten is een treinstation in Helsingør, Denemarken.
Het station is geopend op 8 juli 1864. Het station wordt bediend door treinen van de lijnen Kopenhagen - Helsingør en Hillerød - Snekkersten.